# انزها
انزها روستایی از توابع بخش مرکزی شهرستان فیروزکوه در استان تهران ایران است. مردم این روستا به زبان مازندرانی صحبت می کنند.
این روستا از طایفه های اصیل و بزرگ ابوحمزه، جلالی فرد، چلاوی، یحیائی، یحیی، واعظی، فیروزی، حاجی انزهایی، حاجی، موسوی،کرمانی، رضایی، نورپور، پازوکی، ضیایی و ... تشکیل شده است. 

## جمعیت
این روستا در دهستان حبلرود قرار دارد و براساس سرشماری مرکز آمار ایران در سال ۱۳۸۵، جمعیت آن ۵۹۲ نفر (۱۹۳خانوار) بوده‌است.